# Deutsche Schlafwagen- und Speisewagengesellschaft

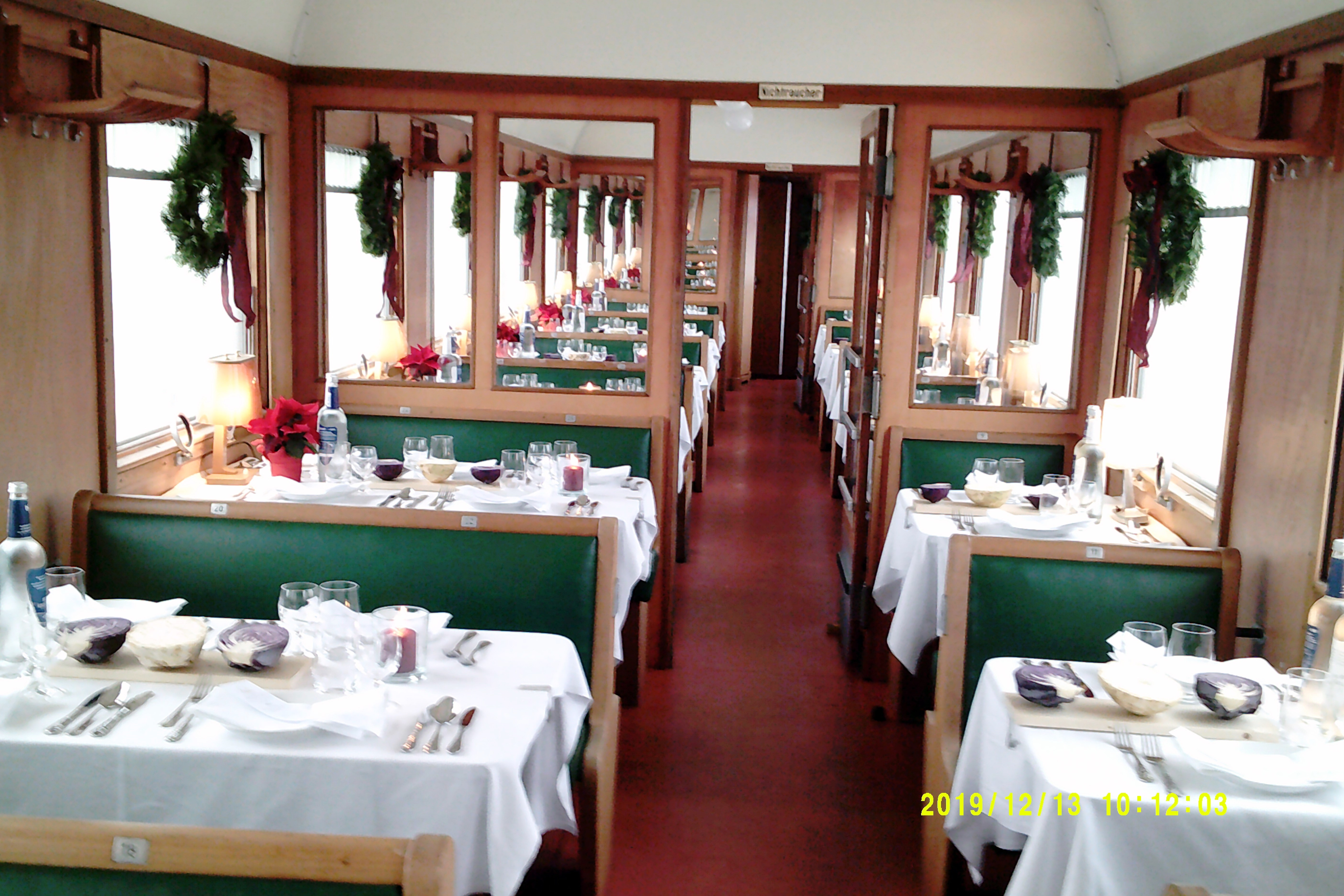
Interiören i en DSG restaurangvagn.

Deutsche Schlafwagen- und Speisewagengesellschaft (senare Deutsche Service-Gesellschaft der Bahn eller DSG) var ett dotterbolag till Deutsche Bundesbahn som ombesörjde sovvagnståg och restaurangvagnar. Företaget grundades 1949 när Mitropa lämnade Västtyskland, och fanns till 1994 när det slogs samman med Mitropa 1994 för att bilda bolaget Mitropa AG. DSG hade 1950 118 sovvagnar, 88 restaurangvagnar, 50 köksvagnar och sju Rheingoldvagnar.